# 113355 Ґесслер
113355 Ґесслер (113355 Gessler) — астероїд головного поясу, відкритий 14 вересня 2002 року.
Тіссеранів параметр щодо Юпітера — 3,237.